# Верхняя Колежма
Верхняя Колежма — озеро на территории Сумпосадского сельского поселения Беломорского района Республики Карелии.

## Общие сведения
Площадь озера — 1,7 км², площадь водосборного бассейна — 203 км². Располагается на высоте 56,1 метров над уровнем моря.
Форма озера лопастная. Берега изрезанные, каменисто-песчаные.
Через озеро протекает река Колежма, впадающая в Онежскую губу Белого моря (Поморский берег).
В озере расположены два небольших безымянных острова различной площади.
К юго-западному берегу озера подходит просёлочная дорога, отходящая от дороги местного значения 86К-20 («Беломорск — Сумпосад — Вирандозеро — Нюхча»).
Код объекта в государственном водном реестре — 02020001411102000009056.